# BruderhausDiakonie
Die BruderhausDiakonie ist eine Stiftung bürgerlichen Rechts (BGB). Sie unterhält in Baden-Württemberg zahlreiche Einrichtungen in der Jugendhilfe, Behindertenhilfe, Altenhilfe, in der Sozialpsychiatrie sowie im Bereich Arbeit und berufliche Bildung. Rund 5.000 Mitarbeiterinnen und Mitarbeiter leisten Unterstützungsleistungen und weitere Angebote für rund 10.000 Menschen.

## Geschichte

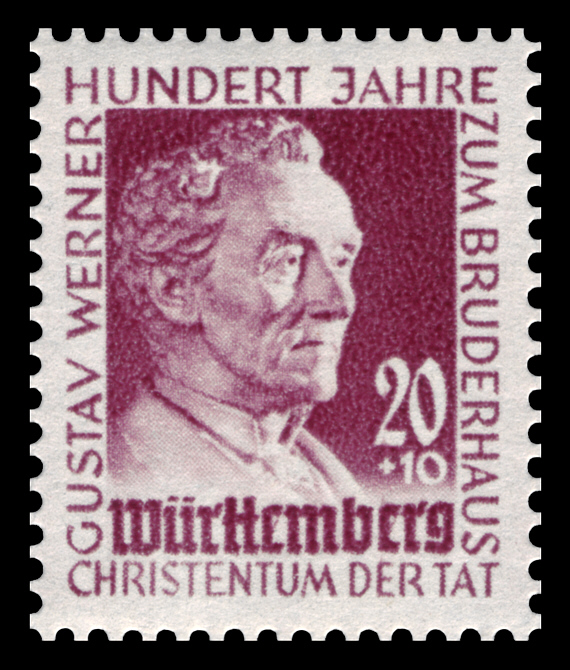
Fr. Zone Württemberg 1949 48 Gustav-Werner-Stiftung

Im Jahr 1834 begann der Vikar Gustav Werner mit seiner diakonischen Arbeit in Walddorf bei Reutlingen. Schon bald gründete er eine Industrieschule sowie einen Kindergarten und kaufte eine Fabrik in Reutlingen, mit deren Gewinn er seine sozialen Projekte finanzieren wollte. 1855 nannte er seine diakonische Einrichtung Bruderhaus und wollte seine Nächsten, vor allem aber Menschen mit Benachteiligungen fördern und ihnen eine Ausbildung und Heimat bieten. Um den Fortbestand seiner sozialen Arbeit in Württemberg zu sichern, gründete er 1881 mit seiner Ehefrau Albertine die Gustav Werner Stiftung zum Bruderhaus. Die Stiftung wuchs zu einem großen Hilfe-Netzwerk. 1952 gründete der damalige Vorstand der Gustav Werner Stiftung, Paul Stäbler, das diakonische Unternehmen Haus am Berg gGmbH, deren Gesellschafter die Gustav Werner Stiftung war. 2002 schlossen sich die Gustav Werner Stiftung und die Haus am Berg gGmbH zu einem Unternehmensverbund zusammen und fusionierten 2004 unter dem Namen BruderhausDiakonie. Stiftung Gustav Werner und Haus am Berg mit Sitz in Reutlingen.

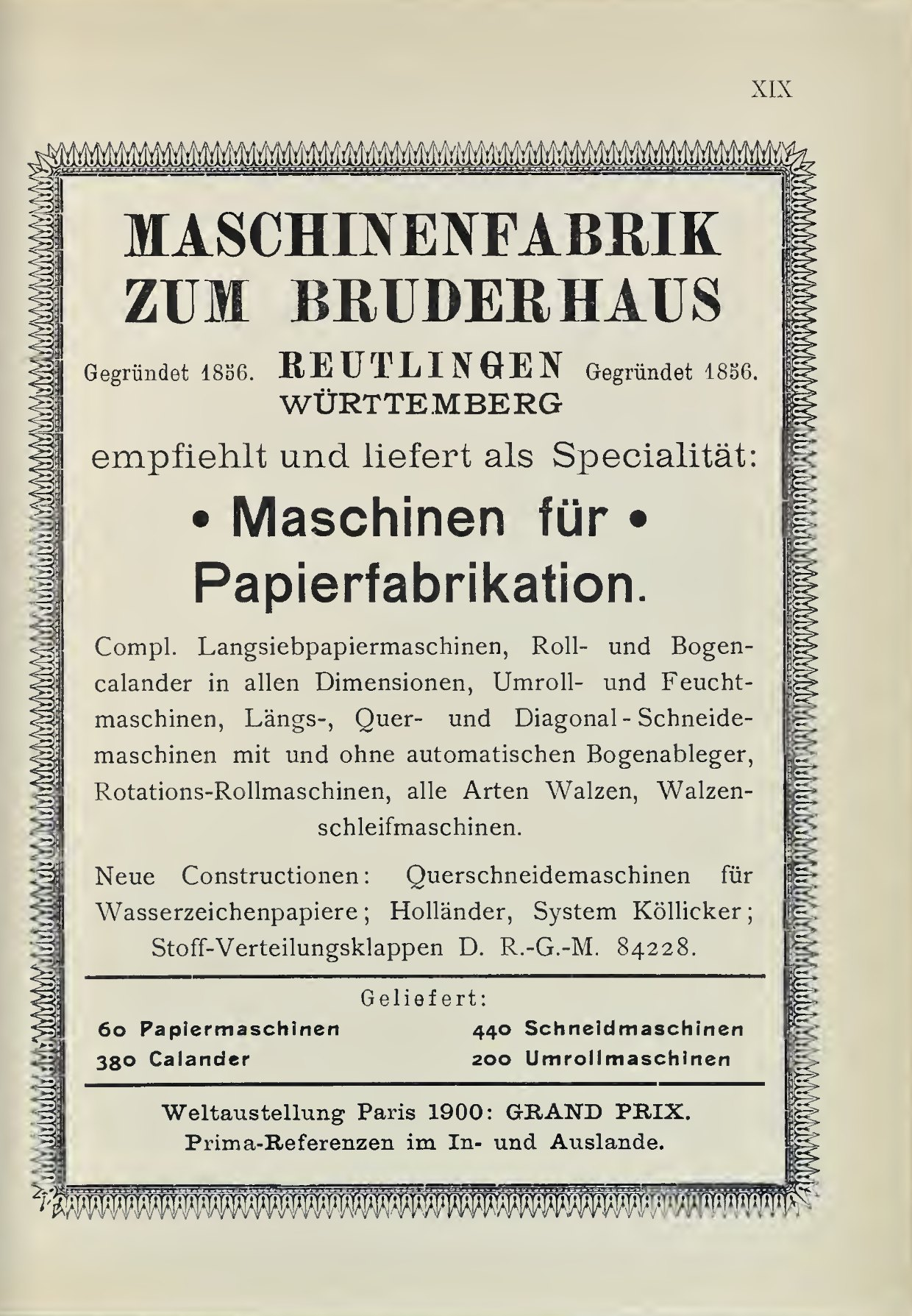
Publicity Maschinenfabrik zum Bruderhaus 1905

In der Maschinenfabrik zum Bruderhaus in Reutlingen arbeiteten verschiedene deutsche Ingenieurpioniere. Von 1865 bis 1869 leitete Gottlieb Daimler die Fabrik. Zu dieser Zeit arbeitete dort auch der Automobilkonstrukteur Wilhelm Maybach.

## Organisation
Geleitet wird die BruderhausDiakonie von einem dreiköpfigen Vorstand, einem Fachlichen Vorstand, der aktuell Vorstandsvorsitzender ist, einem Theologischen und einem Kaufmännischen Vorstand. Aufsichtsgremium der BruderhausDiakonie ist der zwölfköpfige Stiftungsrat. Er berät den Vorstand bei Vorhaben und Entscheidungen und ist zugleich Kontrollgremium.
Die Gesamtmitarbeitervertretung der BruderhausDiakonie ist in der Stiftungsversammlung vertreten. Die Stiftungsversammlung wählt die Mitglieder des Stiftungsrats, beschließt Satzungsänderungen und nimmt die Arbeit des Vorstands und des Stiftungsrats zur Kenntnis.

## Bereiche

### Jugendhilfe
Der Bereich Jugendhilfe umfasst ambulante, teilstationäre und stationäre Wohngruppen, betreutes Jugendwohnen, Hilfen zur Erziehung, Kindertagesstätten und Schulen.

### Behindertenhilfe
Die Angebote der Behindertenhilfe richten sich an Menschen mit geistiger und/oder mehrfacher Behinderung. Die Behindertenhilfe bietet ambulant und stationär betreutes Wohnen, Bildungs- und Freizeitmöglichkeiten.

### Altenhilfe
Die Angebote richten sich an Senioren und beinhalten vielfältige Hilfen und Unterstützungsleistungen. Dazu gehören
ambulante Dienste, Wohnen mit Service (betreutes Wohnen), Seniorenzentren, Tagesbetreuung, Freizeit- und Beratungsangebote.

### Sozialpsychiatrie
Die Leistungen der Sozialpsychiatrie umfassen ambulante und stationäre Hilfen, Wohnen, Betreuung und Beratung. Dazu gehören auch die Tagesgestaltung und die Hinführung zu Arbeit.

### Psychiatrische Kliniken
Die BruderhausDiakonie betreibt mit der PP.rt mehrere Fachkliniken für Psychiatrie und Psychosomatik. An der PP.rt hält die BruderhausDiakonie 52 %.

### Arbeit und berufliche Bildung
Hierzu zählen Werkstätten, Ausbildungsbetriebe sowie eine Sonderberufsschule und eine Sonderberufsfachschule. Zahlreiche Angebote fördern die Vermittlung in Arbeit auf den allgemeinen Arbeitsmarkt.

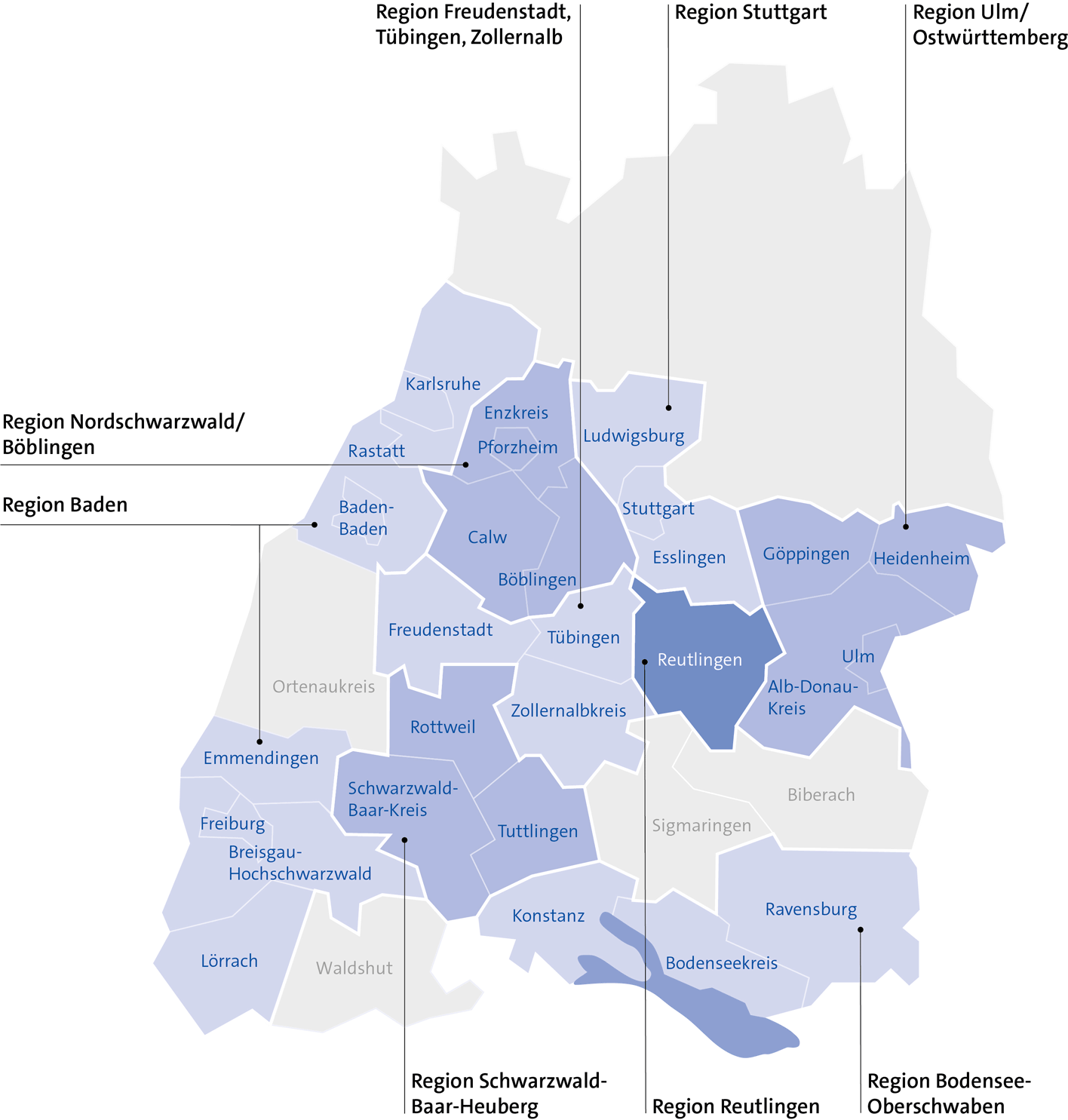
Die Regionen der BruderhausDiakonie in Baden-Württemberg

## Die Regionen der BruderhausDiakonie in Baden-Württemberg
Die BruderhausDiakonie ist in folgenden Regionen mit Einrichtungen vertreten:
- Region Stuttgart
- Region Reutlingen
- Region Ulm/Ostwürttemberg
- Region Freudenstadt, Tübingen, Zollernalb
- Region Nordschwarzwald/Böblingen
- Region Schwarzwald-Baar-Heuberg
- Region Baden
- Region Bodensee-Oberschwaben